# Marcel Bouraine
Marcel Bouraine, né à Pontoise le 5 août 1886 et mort à Biot le 21 août 1948, est un sculpteur français de style art déco.

## Biographie

### Famille et formation
Marcel Bouraine est le fils de Joseph Bouraine, employé de télégraphe[Quoi ?], et de Marie Aline Michel Briand.
Il étudie la sculpture sous la direction d'Alexandre Falguière et pratique chez Auguste Rodin.

### Parcours
Il est incorporé dans le 1er régiment du génie en octobre 1907. Pendant la Première Guerre mondiale, il est fait prisonnier ; malade, il est hospitalisé en Suisse en 1917.
Il étudie ensuite de l'école des beaux-arts de Genève où il rencontre Pierre le Faguays. Le 1er novembre 1920, il offre à la ville de Genève une sculpture intitulée Le Souvenir, à la mémoire des soldats belges qui y sont morts pendant leur internement et en remerciement de l'hospitalité qu'il y a trouvé.
Il présente des sculptures à l'exposition internationale d'art moderne de Genève qui se tient du 26 décembre 1920 au 25 janvier 1921.
Il s'installe à la fin de l'année 1920 dans la villa Pierres-Vives de Biot. De retour à Paris, il expose au Salon des Tuileries en 1922.
Après des débuts encore imprégnés par l'académisme, il participe au concours de sculpture des compétitions artistiques aux Jeux olympiques d'été de 1924.
Bouraine se révèle à partir de 1925 comme l'un des sculpteurs les plus représentatifs de l'art déco. Il participe avec Pierre le Faguays à la réalisation du portique de la 3e exposition de démonstration et propagande du sous-secrétariat d'État de l'aéronautique inaugurée le 5 décembre 1924, puis des bas-reliefs du pavillon de la Ville de Paris.
Membre de la Société des artistes français, il participe au Salon d'automne. En 1927, il y présente la sculpture Penthésilée, reine des Amazones.
Il confie certaines de ses œuvres, sous le pseudonyme Derenne & Briand (nom de sa mère), à l'atelier de fonderie de Louis Octave Maxime Le Verrier (1891-1973), connu sous le nom de Max Le Verrier, qu'il avait rencontré à l'école des beaux-arts de Genève. En 1928, il conçoit, parfois avec son ami Pierre le Faguays, des statuettes en pâte de verre pour Gabriel Argy-Rousseau qui lui commande plusieurs sculptures.

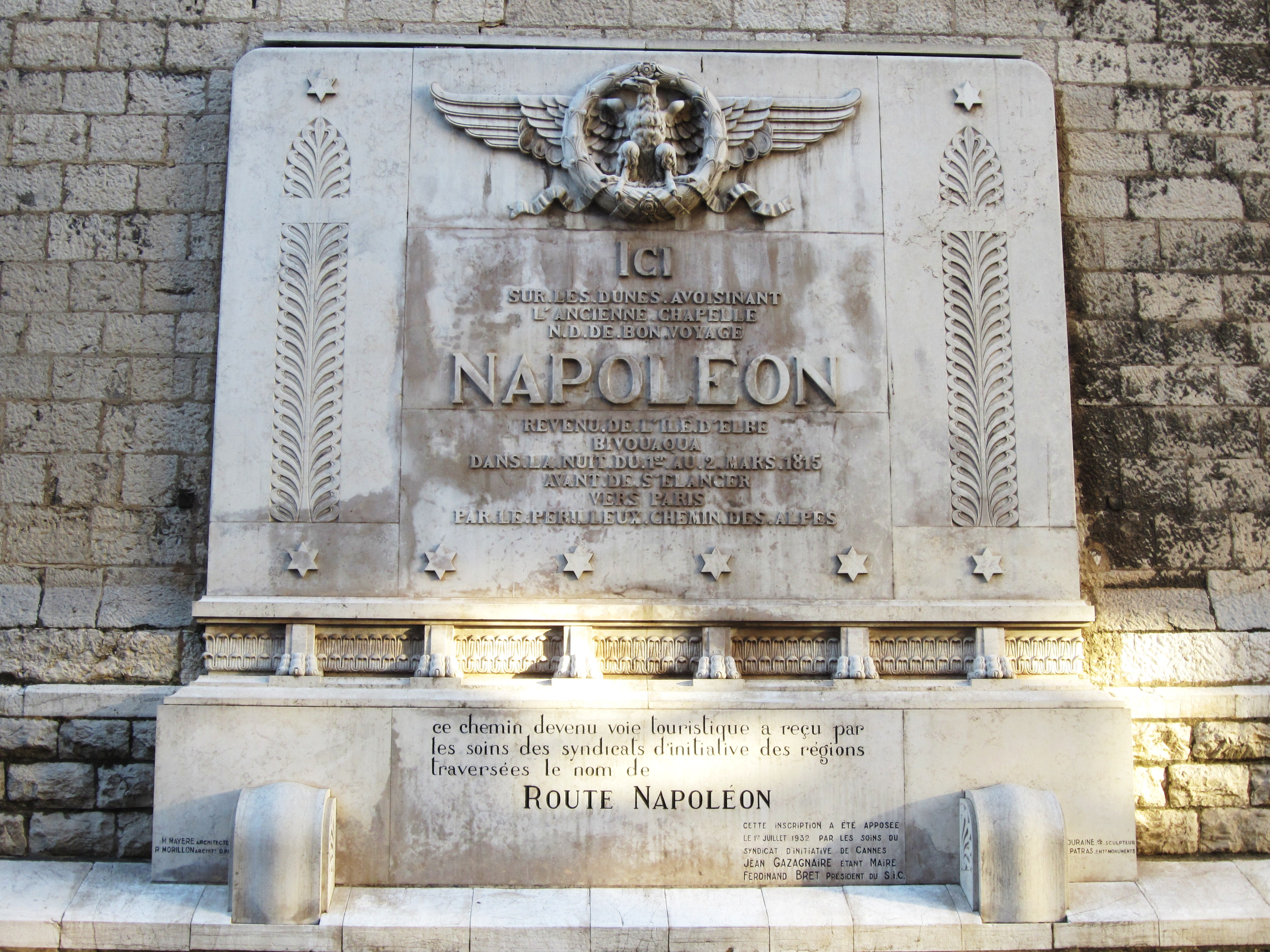
Monument Napoléon, à Cannes.

En 1930, il réalise plusieurs sculptures pour la ville de Cannes, dont une représentant une femme accroupie au centre de la fontaine portant son nom,, La Baigneuse, la stèle en hommage à l'aviateur Jean Champsaur et le Monument Napoléon contre le mur nord de l'église Notre-Dame-de-Bon-Voyage.
Il expose deux sculptures monumentales à l'Exposition internationale des arts et techniques dans la vie moderne de 1937 à Paris.

### Vie privée et décès
Il se marie le 14 mai 1925, avec Aurora Onu, une artiste décoratrice roumaine.
Resté à Paris pendant la Seconde Guerre mondiale, il meurt à Biot, le 21 août 1948, 8 ans après sa femme.

### Décoration
- Chevalier de la Légion d'honneur, le 12 août 1930[1]